# Macrotrichaphis
Macrotrichaphis är ett släkte av insekter. Macrotrichaphis ingår i familjen långrörsbladlöss.
Kladogram enligt Catalogue of Life:
| Macrotrichaphis | \| \| Macrotrichaphis rarissima \| \| \| \| \| \| Macrotrichaphis yatsugatakensis \| \| \| \| |
|                 | \| \| Macrotrichaphis rarissima \| \| \| \| \| \| Macrotrichaphis yatsugatakensis \| \| \| \| |
|                 | Macrotrichaphis rarissima                                                                     |
|                 |                                                                                               |
|                 | Macrotrichaphis yatsugatakensis                                                               |
|                 |                                                                                               |